# Горский сельсовет (Егорьевский район)
Горский сельсовет — упразднённая административно-территориальная единица, существовавшая на территории Московской губернии и Московской области до 1959 года.
Горский сельсовет был образован в первые годы советской власти. По данным 1923 года он входил в состав Двоенской волости Егорьевского уезда Московской губернии.
В 1925 году Горский с/с был присоединён к Дмитровскому с/с, но в 1926 году выделен вновь.
По данным 1926 года в состав сельсовета входили деревни Гора, Кумово и Скорнево.
В 1929 году Горский с/с был отнесён к Егорьевскому району Орехово-Зуевского округа Московской области.
17 июля 1939 года к Горскому с/с был присоединён Тимохинский с/с (селение Тимохино).
28 декабря 1951 года из Двоенского с/с в Горский было передано селение Новый Путь.
27 июня 1959 года Горский с/с был упразднён. При этом его территория была передана в Двоенский с/с.